# Lucianus Montifontanus

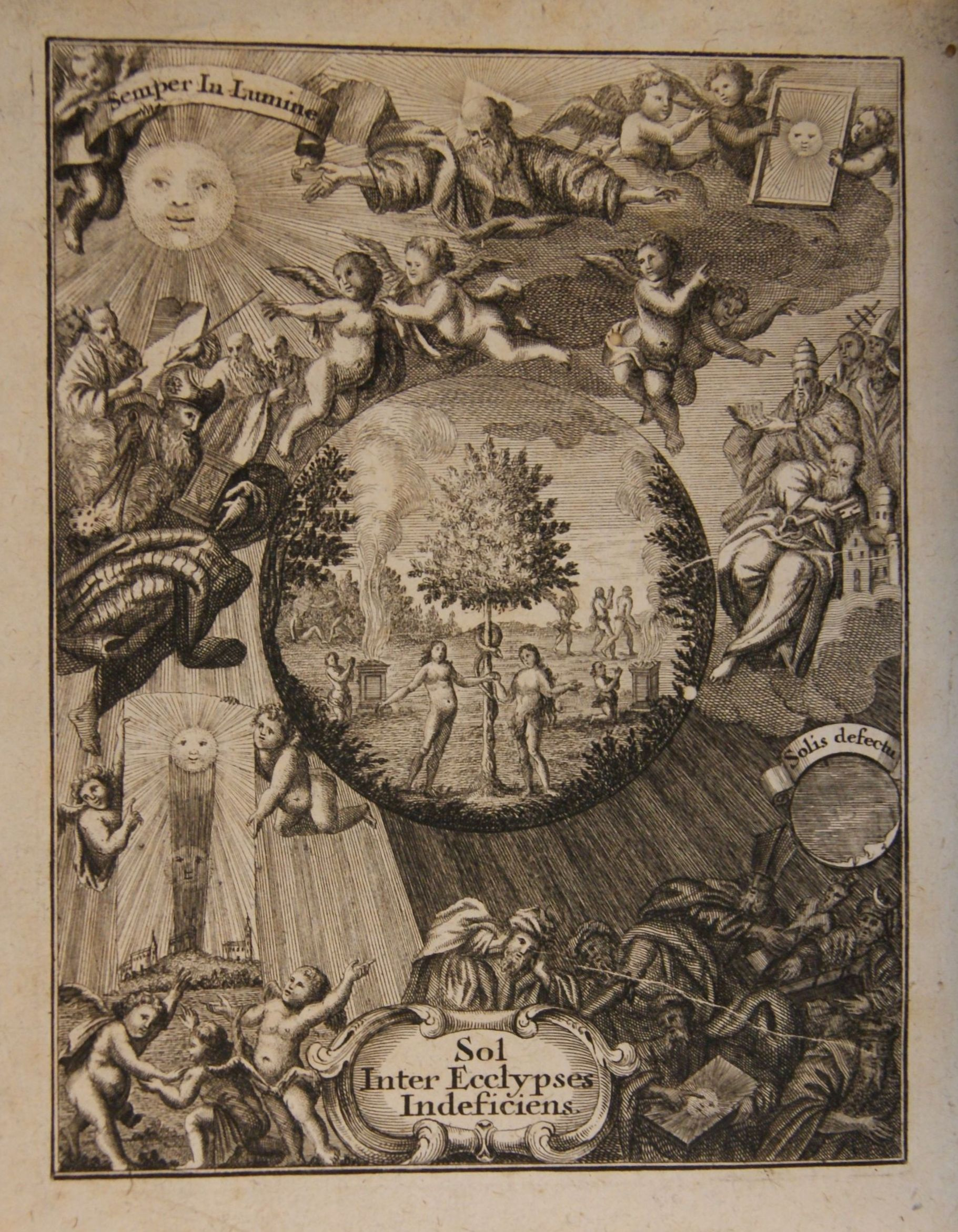
Frontispiz aus dem Werk: Ecclesia Inter Ecclypses Indeficiens ... (Vorarlberger Landesbibliothek).

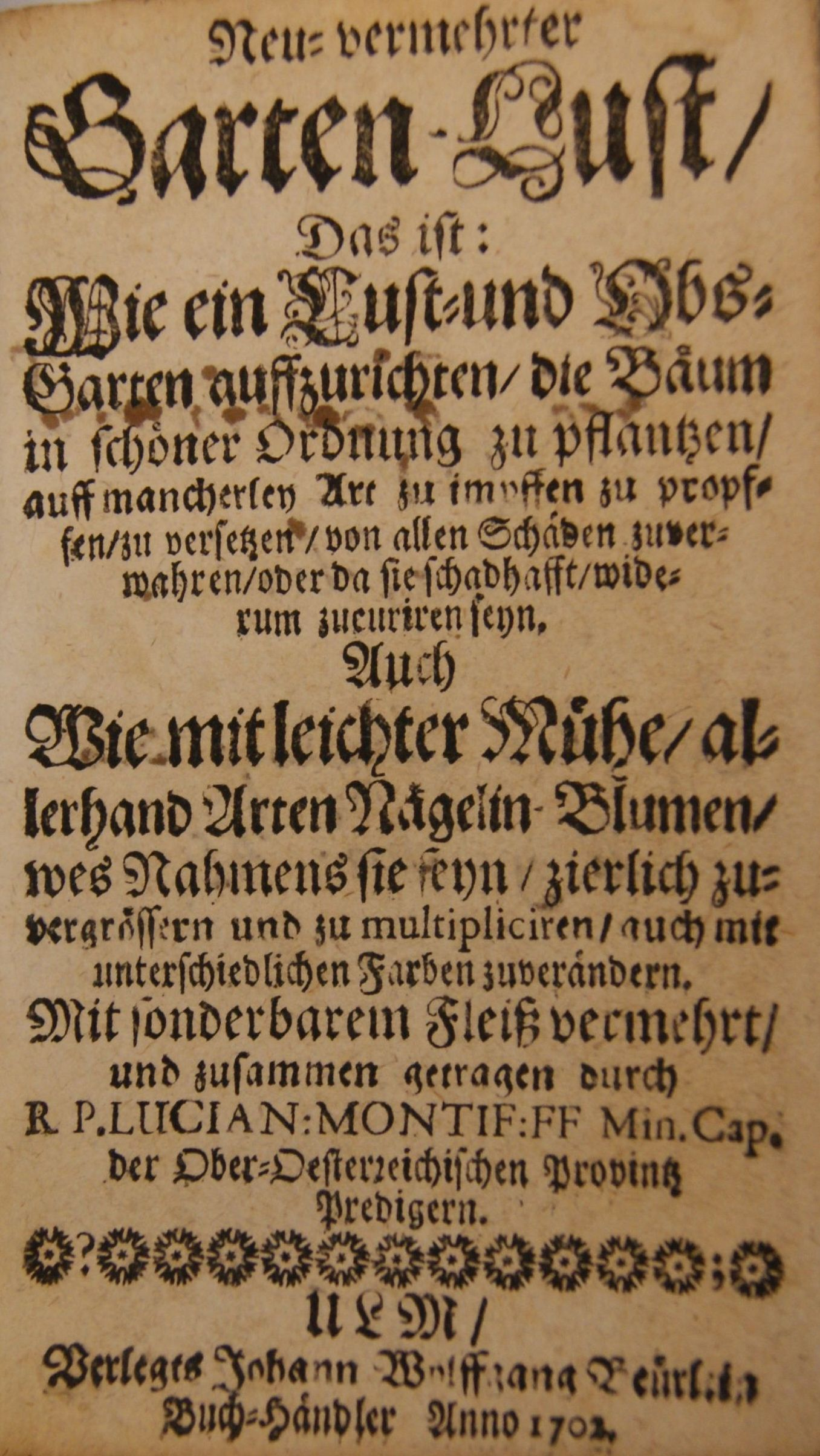
Erste Seite aus dem Werk: Newe Garten-Lust ... (Vorarlberger Landesbibliothek).

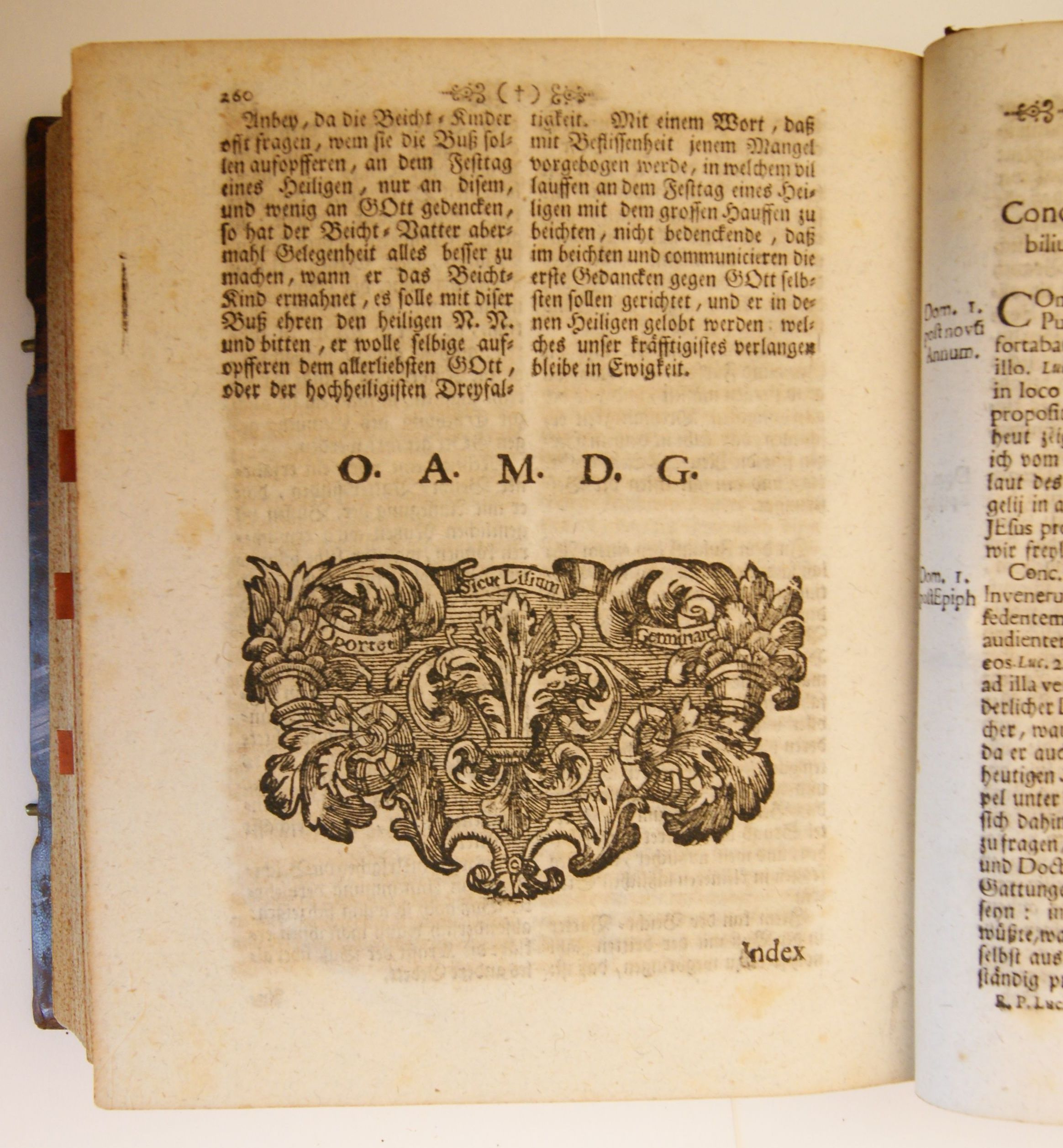
Vignette im Werk: Geistliches Kinder-Spill ... (Vorarlberger Landesbibliothek).

Lucianus Montifontanus (auch: Montifontano, * um 1630 in Schruns (verm. Parzelle Montjola); † 1716 in Bregenz), bürgerlicher Nachname: Marenth war ein Kapuzinerpater, Gelehrter in Philosophie, Theologie, Mathematik und Chronologie. Der von ihm gewählte Nachname „Montifontanus“ ist eine ungewöhnliche Latinisierung (Traduktionym) des Namens Montafon, der Talschaft, in welcher er geboren wurde.

## Leben
Montifontanus begann seine geistliche Laufbahn im Jahr 1652 als Novize bei den Kapuzinern im Kapuzinerkloster in Feldkirch. Lucianus Montifontanus wirkte im Rahmen seines Ordens in verschiedenen leitenden Ämtern in der vorderösterreichischen Provinz. Er selbst nannte sich mehrfach einen: „Vor-Oesterreichischen Provintz Prediger“ und verfasste eine Vielzahl von Büchern und belehrenden Predigten für Erwachsene und Kinder und bereiste für seine Predigten den Süddeutschen Raum. Wie Abraham a Sancta Clara stammt Montifontanus aus dem alemannischen Sprachraum und soll einen ähnlichen Predigtstil und Beliebtheit im Volk gehabt haben.
1704 resignierte er im Feldkircher Kapuzinerkloster als Guardian. Eine Aufgabe, die bereits Fidelis von Sigmaringen vor ihm innehatte und über dessen Biographie und Heiligsprechung Montifontanus ein Buch schrieb. Ein bis heute erhaltenes Exemplar dieses Buches gehörte Claudia Felizitas von Österreich-Tirol, einem Beichtkind des Monitfontanus. Dieses Buch soll zuletzt von Maria Theresia benutzt worden sein, bevor es in die Geistliche Schatzkammer in der Hofburg gelangte.

## Werke
Die hier angeführten Titel sind nur eine Auswahl:
- Probatica sacra cisarulana quam V.P. Fidelis a Sigmaringa capucini meritis e cruore pro fide effuso stagnantem nec annuis tantum, sed quotidianis pene gratiarum Signorumque motibus miraculosis hucusque exudantem, Constantiae 1674 - Hautt.
- Ertz-Englische Denckwürdiste Lebens-Geschichten zweyer PP. Capuciner welche beyde vnd zwar billich Archangeli, das ist Ertz-Engel genant, in Schottland auß hohem Stammen entsprossen, zur Catholischen Religion, vnd geistlichen Ordens-Stand auff sondere Weis von Gott beruffen, Der Welt Die vnerforschliche Vorsicht Gottes ... Vorstellen, Costantz 1677, Druck: Fürstlich Bischöffliche Druckerey Bey David Hautt.
- Sacrarum moralium concionum dominicale nec non quadragesimale, quae tanquam aera minuta duo cum vidua paupere in Ecclesiae Gazophylacium, Campidonensis 1688 - Ducalis Monasterii, und Konstanz 1690 - Labhart, Online Ausgabe.
- Newe Garten-Lust das ist: Ein eigentlicher gantz newer und durch lange Erfahrung erhaltener Unterricht : wie ein schöner Obs-Garten gepflantzet, Constanz 1698, Druck: Johann Adam Köberle.
- Geistliches Kinder-Spill, das ist, Drey hundert sechs und zwantzig neue Predigen uber den kleinen Catèchismum R. P. Petri Canisii S.J in vier Theil abgetheilt : anderen Theils Achtzig Predigen über das dritte und vierdte Hauptstuck dess Catechismi, von den Zehen Gebott Gottes, fünff Gebotten der Kirchen, und von den H. Vatter Unser und Ave Maria, mehrere Teile, Costantz, Leonhardi Parcus 1707/1709, Online Ausgabe (wird auch im 21. Jahrhundert noch nachgedruckt).
- Ecclesia Inter Ecclypses Indeficiens, Id Est, Incrementa Et Decrementa Verae Per Orbem Religionis A Condito Mundo Usque Ad Christum, drei Bände, Constantiae 1709, 1714, 1716, Parcus.
- Kurtzer Außzug Deß Leben, Wandel, Marter, und Todt, wie auch Wunderwercken Deß Seeligen P. Fidelis Capucini von Sigmaringen auß Schwaben gebürthig Deß Seraphischen und heiligen Vatters Francisci-Ordens Ersten Blut-Zeugens Jesu Christi. Von der Zeit der Heil. Versammlung von Erweiterung deß Catholischen Glaubens Welcher Von Ihro Päbstl. Heiligkeit Benedicto dem XIII. In der Lateranensischen Kirchen zu Rom den 24. Martii 1729. hochfeyerlich ist Seelig gesprochen worden. Zusamm getragen Von einem deß Capuciner-Ordens der Böheimischen Provintz Priester, und Prediger, Erstausgabe gedruckt in Konstanz,  Erschienen auch in  Breßlau: Druckerei Karl Friedrich Hilsen 1729, Online Ausgabe.